# Stefan Kogler
Stefan Kogler (ur. 2 lipca 1981 w Hausham) – niemiecki narciarz alpejski, złoty medalista mistrzostw świata juniorów.

## Kariera
Po raz pierwszy na arenie międzynarodowej Stefan Kogler pojawił się 2 grudnia 1996 roku w Kaunertal, gdzie w zawodach University Race zajął 43. miejsce w slalomie. W 1999 roku brał udział w mistrzostwach świata juniorów w Pra Loup, jednak nie przystąpił do pierwszego przejazdu w slalomie. Jeszcze dwukrotnie brał udział w zawodach tego cyklu, najlepszy wynik osiągając podczas mistrzostw świata juniorów w Verbier w 2001 roku, gdzie wywalczył złoty medal w tej samej konkurencji. W zawodach tych wyprzedził bezpośrednio dwóch Włochów: Romana Gröbmera oraz Cristiana Deville'a. W zawodach Pucharu Świata zadebiutował 11 marca 2001 roku w Åre, nie kończąc pierwszego przejazdu slalomu. Pierwsze pucharowe punkty wywalczył 16 listopada 2008 roku w Levi, zajmując szesnaste miejsce w tej samej konkurencji. Mimo wielokrotnych startów punkty zdobył jeszcze tylko jeden raz, 22 grudnia 2008 roku w Alta Badia, gdzie slalom zakończył na osiemnastej pozycji. W klasyfikacji generalnej sezonu 2008/2009 zajął ostatecznie 106. miejsce. W 2009 roku wystartował w slalomie podczas mistrzostw świata w Val d’Isère, jednak nie ukończył pierwszego przejazdu. Nie startował na igrzyskach olimpijskich. W 2011 roku zakończył karierę, następnie został trenerem.

## Osiągnięcia

### Mistrzostwa świata
| Miejsce | Dzień     | Rok  | Miejscowość | Konkurencja | Czas biegu  | Strata | Zwycięzca       |
| ------- | --------- | ---- | ----------- | ----------- | ----------- | ------ | --------------- |
| DNF1    | 15 lutego | 2009 | Val d’Isère | Slalom      | 1:44,17 min | -      | Manfred Pranger |

### Mistrzostwa świata juniorów
| Miejsce | Dzień     | Rok  | Miejscowość | Konkurencja | Czas biegu  | Strata  | Zwycięzca             |
| ------- | --------- | ---- | ----------- | ----------- | ----------- | ------- | --------------------- |
| DNS1    | 14 marca  | 1999 | Pra Loup    | Slalom      | 1:34,96 min | -       | Massimiliano Blardone |
| 57.     | 21 lutego | 2000 | Québec      | Zjazd       | 1:10,77 min | +4,64 s | Thomas Graggaber      |
| 23.     | 25 lutego | 2000 | Québec      | Slalom      | 1:52,95 min | +3,44 s | Daniel Défago         |
| 50.     | 26 lutego | 2000 | Québec      | Gigant      | 1:52,09 min | +8,29 s | Georg Streitberger    |
| 39.     | 6 lutego  | 2001 | Verbier     | Supergigant | 1:28,17 min | +5,18 s | Christoph Kornberger  |
| 36.     | 8 lutego  | 2001 | Verbier     | Gigant      | 2:08,79 min | +3,95 s | Hannes Reiter         |
| 1.      | 9 lutego  | 2001 | Verbier     | Slalom      | 1:25,72 min | -       | -                     |

### Puchar Świata

#### Miejsca w klasyfikacji generalnej
- sezon 2008/2009: 106.

#### Miejsca na podium w zawodach
Kogler nie stawał na podium zawodów PŚ.